# Another Day in Paradise
Another Day in Paradise é uma canção escrita e originalmente gravada pelo músico britânico Phil Collins. Foi a primeira canção lançada como compacto simples de ...But Seriously (1989), o quarto álbum de estúdio de Collins.
Em "Another Day in Paradise", assim como no álbum do qual faz parte, Collins abandona substancialmente o estilo dance-pop das canções de No Jacket Required (1985), seu último álbum lançado até então.
Collins escreveu "Another Day in Paradise" com o intuito de chamar atenção para o problema da falta de moradia nas grandes regiões metropolitanas do mundo. De acordo com ele, a letra da canção foi escrita após uma visita que fez à cidade de Washington, capital dos Estados Unidos. Ali, ficou chocado ao encontrar um grande número de pessoas vivendo em situação de pobreza extrema, incluindo sem-tetos que lutavam para sobreviver. Ele ficou chocado com a situação de abandono total em que essas pessoas viviam e também com a falta de preocupação da cidade como um todo ao problema dessas pessoas, apesar de ali ser a sede do governo estadunidense (daí o sarcasmo utilizado no título da canção).
A versão do compacto difere-se um pouco da encontrada no álbum, uma vez que possui uma introdução maior e vocais de fundo de David Crosby.

## Sucesso
"Another Day in Paradise" atingiu a primeira posição nas listas de vários países, tornando-se o maior êxito da carreira de Collins no mundo. Na semana do Natal de 1989, se tornou o sétimo e último número um da carreira solo dele nos Estados Unidos. Ficou quatro semanas na primeira posição da Billboard Hot 100, se tornando o último número da década de 1980 e o primeiro número um da década de 1990 no país. Conseguiu atingir o primeiro lugar também nas paradas da Alemanha, do Canadá, da Noruega e da Suécia. Na terra natal de Collins atingiu o segundo lugar na parada oficial, assim como na Áustria. Conseguiu se tornar a terceira canção mais executada nas rádios brasileiras no ano de 1990, feito até então inédito para Collins.

## Prêmios
Collins e Hugh Padgham, co-produtor de ...But Seriously, receberam o prêmio Grammy de melhor gravação do ano no início de 1990 por "Another Day in Paradise". Também em 1990, Collins recebeu o prêmio BRIT de melhor single do ano.

## Presença em "Gente Fina Internacional" (Brasil)

Trila sonora internacional da novela Gente Fina, lançada pela Somlivre em 1990, na ocasião da exibição da novela, onde a canção foi incluída.

"Another Day In Paradise" fez muito sucesso no Brasil, tocando bastante nas rádios. O tema foi incluído na trilha sonora internacional da novela "Gente Fina", em 1990, exibida pela TV Globo. Na trama, a canção foi tema dos protagonistas Guilherme e Joana, interpretados respectivamente por Hugo Carvana e Nívea Maria.

## Regravações
Seis meses após o lançamento do compacto de Collins, o grupo de dance music Jam Tronik lançou um cover da canção. Apesar de ter rompido com o gênero original da canção, o compacto do cover atingiu a posição de número dezenove na parada oficial. O Jam Tronix nunca mais apareceu na parada oficial britânica, o que os qualifica como sendo um one hit wonder.
Os cantores estadunidenses Brandy e Ray J fizeram um cover de "Another Day in Paradise" em 2001 para o álbum Urban Renewal, um tributo de artistas de R&B e hip-hop ao trabalho de Collins. Também foi incluído na edição européia de Full Moon (2002), o terceiro álbum de estúdio de Brandy. A canção atingiu êxito internacional, tendo figurado entre as dez mais nas paradas da Alemanha, da Áustria, da Bélgica, da Irlanda, da Noruega, dos Países Baixos, do Reino Unido, da Suécia e da Suíça. Também atingiu a décima primeira posição nas paradas da Austrália e da França.
Em 2007 a canção foi gravada pela banda de ska-punk Reel Big Fish para Monkeys for Nothin' and the Chimps for Free, seu sexto álbum de estúdio, essa canção "Another Day In Paradise" foi regravada em 17 de julho de 1991 pelo cantor austráliano Phil Martin para o seu novo álbum de estúdio lançado no mesmo ano que se chama Desert Of Flame.